# Col de Cerbillona
Le col de Cerbillona est un col de montagne pédestre des Pyrénées à 3 195 ou 3 198 mètres d'altitude entre le département français des Hautes-Pyrénées, en Occitanie, et la province espagnole de Huesca, dans la communauté autonome d'Aragon.
Il relie la vallée d'Ossoue en Lavedan à la vallée de Tena en Aragon.

## Géographie
Le col de Cerbillona est situé entre le pic du Clot de la Hount (3 289 m) au nord et le pic de Cerbillona (3 247 m) au sud. Il surplombe à l’est le glacier d'Ossoue.

## Protection environnementale
Le col est situé dans le parc national des Pyrénées.
Le col fait partie d'une zone naturelle protégée, classée ZNIEFF de type 1, « vallons d'Ossoue et d'Aspé », et de type 2, « haute vallée du gave de Pau : vallées de Gèdre et Gavarnie ».

## Voies d'accès
Le versant oriental est accessible par la voie normale par le glacier d'Ossoue en provenance du refuge Baysselance.